# 도호 사운드 스튜디오
도호 사운드 스튜디오(일본어: 東宝サウンドスタジオ)은 주로 영화·텔레비전 드라마의 녹음실 업무·음향 효과 제작 등을 다루는 일본의 기업이다.

## 개요
1957년 9월에 도호 스튜디오의 시모나가 히사시, 미야자키 마사노부, 미나와 이치로에 의해 결성 된 "도호 더빙"이 그 시초로 도호 영화의 음향 제작을 중심으로 담당. 1971년 4월 기업 분리에 따라 "도호 녹음 센터"로 사명을 변경되었다. 도호가 아닌 일반 영화도 담당하고 있다. 1990년대 들어 도호 영상 사운드 스튜디오와 합병되어, "도호 사운드 창작 스튜디오"로 개편해 현재에 이르고 있다.

## 같이 보기
- 도호
- 도호 스튜디오